# Stylaster boreopacificus
Stylaster boreopacificus är en nässeldjursart som beskrevs av Hjalmar Broch 1932. Stylaster boreopacificus ingår i släktet Stylaster och familjen Stylasteridae. Inga underarter finns listade i Catalogue of Life.